# Miami Dolphins 1987
La stagione 1987 dei Miami Dolphins è stata la numero 22 della franchigia, la diciottesima nella National Football League. La squadra fallì l'accesso ai playoff per il secondo anno consecutivo.

## Calendario

### Stagione regolare
Uno sciopero dei giocatori di 24 giorni accorciò la stagione da 16 a 15 partite. Le gare della terza settimana furono cancellate mentre quelle dalla settimana 4 alla settimana 6 furono giocate con giocatori di riserva. L'85% dei giocatori aderì allo sciopero, ponendo dei dubbi sulla regolarità dei risultati della stagione.
| Turno | Data       | Avversario             | Risultato  | Pubblico |
| ----- | ---------- | ---------------------- | ---------- | -------- |
| 1     | 13/9/1987  | @ New England Patriots | S 28–21    | 54.642   |
| 2     | 20/9/1987  | @ Indianapolis Colts   | V 23–10    | 57.524   |
| –     | 27/9/1987  | New York Giants        | cancellata |          |
| 3     | 4/10/1987  | @ Seattle Seahawks     | S 24–20    | 19.448   |
| 4     | 11/10/1987 | Kansas City Chiefs     | V 42–0     | 25.867   |
| 5     | 18/10/1987 | @ New York Jets        | S 37–31    | 18.249   |
| 6     | 25/10/1987 | Buffalo Bills          | S 34–31    | 61.295   |
| 7     | 1/11/1987  | Pittsburgh Steelers    | V 35–24    | 52.578   |
| 8     | 8/11/1987  | @ Cincinnati Bengals   | V 20–14    | 53.840   |
| 9     | 15/11/1987 | Indianapolis Colts     | S 40–21    | 65.433   |
| 10    | 22/11/1987 | @ Dallas Cowboys       | V 20–14    | 56.519   |
| 11    | 29/11/1987 | @ Buffalo Bills        | S 27–0     | 68.055   |
| 12    | 7/12/1987  | New York Jets          | V 37–28    | 62.592   |
| 13    | 13/12/1987 | @ Philadelphia Eagles  | V 28–10    | 63.841   |
| 14    | 20/12/1987 | Washington Redskins    | V 23–21    | 65.715   |
| 15    | 28/12/1987 | New England Patriots   | S 24–10    | 61.192   |

## Classifiche
| Indianapolis Colts(3) | 9 | 6 | 0 | .600 | 300 | 238 | V2 |
| New England Patriots  | 8 | 7 | 0 | .533 | 320 | 293 | V3 |
| Miami Dolphins        | 8 | 7 | 0 | .533 | 362 | 335 | S1 |
| Buffalo Bills         | 7 | 8 | 0 | .467 | 270 | 305 | S2 |
| New York Jets         | 6 | 9 | 0 | .400 | 334 | 360 | S4 |

## Premi
- Troy Stradford:

rookie offensivo dell'anno